# اختبار انتشار القرص المزدوج
اِخْتِبار اِنتِشار القُرْص المُزْدَوِج (بالإنجليزية: double-disk diffusion test)‏ هو اختبار مَخْبَريّ لتحديد فَعَّالِيَّة العَامِل المُضادّ للمِكروبات. بحيث يوضَع قرص يُسَرِّب المُضاد المِكروبيّ على طَبَق أغار مَزروع بالجراثيم لرؤية قدرة العَامِل المُضادّ للمِكروبات في القرص على تثبيط نمو الجراثيم. غالبًا ما يَستَخدِم هذا الاختبار قُرصين قد يحتويان مُضادين مكروبيّين مُختلفين يوضَعان على مَحلول أَغار مَزروع.
أَوصَى مَعهَد المَعايير المَخبَريَّة والسَّريريَّة في عام 2004م باستخدامه في مواجهة المكوَّرات العنقودية الذَّهبية المقاومة للميثيسيلين، لاختبار مُقاوَمة ذَرارٍ مُعيَّنة من جراثيم العُنْقودِيَّة الذَّهَبِيَّة للكلينداميسين ذات المُقاومة الطَّبيعيَّة للإريثروميسين اختيرَت لتُزرَع على الهُلام. يحتوي كِلا القُرصين إريثروميسين وكلينداميسين ويوضَعان بعيدًا عن بعضهما البعض بمسافة 20 مم، فإذا تَشَكَّل شكلٌ يُشبه الحرف الإنجليزيّ «D» حول قرص الكلينداميسين عندها يُشار للجراثيم المَعزولة أنَّها مُقاوِمة للكلينداميسين. يحدث الأمر نتيجةً لتحريض الإريثروميسين لجين الجرثومة المعروف باسم ERM (B)، جاعُلًا إيَّاها مُقاوِمة للكلينداميسين.

## قراءة موسَّعة
- Megged O، Assous M، Weinberg G، Schlesinger Y (2013). "Inducible clindamycin resistance in β-hemolytic streptococci and Streptococcus pneumoniae". Isr. Med. Assoc. J. ج. 15: 27–30. PMID:23484235.
- Steward C. et al. Testing for Induction of Clindamycin Resistance in Erythromycin-Resistant Isolates of Staphylococcus aureus. Journal of Clinicl Microbiology. April, 2005.